# Antonio de Noli
Antonio de Noli, aussi connu sous la forme portugaise de António Noli, Antonio da Noli voire Antoniotto Usodimare (ce dernier étant peut-être un autre marin) (né en 1415 ou 1419 dans la république de Gênes et mort en 1497 ou 1491) était un explorateur italien du XVe siècle. L'historien João de Barros a écrit en 1552 qu'Antonio de Noli était un génois et de sang noble.

## Biographie
Émigré au Portugal et employé par Henri le Navigateur, António Noli est crédité de la découverte de certaines des îles du Cap-Vert. Il a été nommé premier gouverneur du Cap-Vert par le roi Afonso V.